# Marcus Gratidius
Marcus Gratidius (Kr. e. 2. század) római államférfi, szónok
Egy, a szülőhelyére vonatkozó lex tabellaria szerzője, amely ellen Cicero nagyapja, noha Gratidius sógora volt, hevesen küzdött. Nagy műveltségű, derék szónok volt. Marcus Antonius alatt harcolt a kilikiai kalózok ellen, s e háborúban esett el Kr. e. 103-ban.